# Stc Grupo
Saudi Telecom Company (Group), abreviada con el acrónimo stc (idioma árabe: شركة الاتصالات السعودية) es un motor de transformación digital que presta servicios ICT en Arabia Saudita, en todo Oriente Medio y Europa. El grupo ofrece infraestructuras fijas y de telefonía fija, servicios móviles y de datos, y servicios de banda ancha y computación en la nube. stc Group también se especializa en una variedad de soluciones y servicios digitales, incluidos pagos en línea, telecomunicaciones, IOT, 5G, juegos electrónicos, ciberseguridad, entretenimiento digital y tecnología financiera.
Es el mayor operador de telecomunicaciones de Arabia Saudí, con presencia en 11 países y una base de clientes de 170 millones de usuarios. El grupo opera como un conglomerado para gestionar todos los activos, filiales y empresas conjuntas de Saudi Telecom Group. Mohammed K. A. Al Faisal es el actual presidente.

## Historia
La empresa, fundada en 1998 con sede en Riad, Arabia Saudita, se ocupa de servicios de telecomunicaciones, telefonía fija, servicios de Internet y redes informáticas. También cotiza en Tadawul, la bolsa de valores nacional de Arabia Saudita, con una capitalización bursátil de 49.200 millones de euros. El Estado saudí posee el 64% de su capital a través de su Fondo de Inversión Pública (PIF, por sus siglas en inglés), que es accionista junto con Uber, Electronic Arts, y Lucid Motors.
Saudi Digital Payments Company (banco stc) se lanzó en 2017 y su trabajo oficial comenzó en 2018. Fue el primer y más grande unicornio fintech de Oriente Medio.
En 2019, stc y Huawei firmaron un contrato para promover la construcción de redes 5G y la modernización de redes inalámbricas E2E para el desarrollo de la industria saudí. Posteriormente, stc sustituyó todas sus redes 3G por 5G en octubre de 2021, convirtiendo al grupo en el primero en lanzar 5G en estado puro en el emirato.
Center3, una nueva empresa de activos de infraestructura digital propiedad de stc Group, fue lanzada en octubre de 2022. En febrero de 2022, se anunció que la filial de stc, TAWAL, adquiría la empresa paquistaní AWAL Telecom Private Limited, un proveedor independiente de torres de telecomunicaciones pasivas, por una suma no declarada. AWAL se llamará TAWAL Pakistán. A finales de 2022, stc firmó un acuerdo con Ericsson para desarrollar soluciones de conectividad 5G en interiores. En 2023, el grupo amplió esta colaboración para incluir la 5G en arquitecturas de red abiertas.
El Grupo stc lanzó su fondo de inversión corporativo (CIF, por sus siglas en inglés) en febrero de 2023. CIF invierte en startups en fase inicial en los sectores de ciberseguridad, IA, juegos digitales, IoT y blockchain.
Por tercer año consecutivo, en marzo de 2023 se anunció que stc Group proporcionaría la infraestructura digital para el Gran Premio de Arabia Saudita de Fórmula 1.
Desde mayo de 2023, stc Group ha invertido más de 3.500 millones de SAR en iniciativas sociales, educativas y de salud. La filial de stc, TAWAL, empezó a operar oficialmente en Europa en agosto de 2023.
En septiembre de 2023 se hizo público que controlaba el 9,9 % del capital de la española Telefónica, dueña de las marcas Movistar y O2, entre otras. La operación ascendió a 2.100 millones de euros, lo que convirtió al Grupo stc a ser el mayor accionista de la empresa.